# ピエトロ・マスカーニ
ピエトロ・マスカーニ（Pietro Mascagni  発音, 1863年12月7日 リヴォルノ - 1945年8月2日 ローマ）は、イタリアのオペラ作曲家、指揮者。

## 人物・来歴
パン屋の両親の元に生まれる。父はピエトロに法律を学ばせたが、彼は音楽に強い関心を持ち、伯父を味方につけて故郷の音楽院で本格的に音楽を学ぶ。20歳にならぬうちに交響曲、オペラ、カンタータなどを作曲し、その才能を認められる。そして後援者の後押しでミラノ音楽院に入り、アミルカレ・ポンキエッリに師事したが、途中で学校を飛び出し、指揮者として活動を始める。その後、チェリニョーラの音楽学校の教師となる。　
1890年に、ローマの楽譜出版社ソンゾーニョの一幕歌劇コンクールに応募して当選した代表作『カヴァレリア・ルスティカーナ』によって驚異的な成功を収めるが、不幸にもこれがその後の多くの作品を霞めてしまった。それでも15曲のオペラと1曲のオペレッタ、いくつかの美しい管弦楽曲や声楽曲、歌曲、ピアノ曲を残した。1895年にはペーザロのロッシーニ音楽院院長に就任。
存命中は、オペラで驚くほどの成功をおさめ、同時に指揮者としても非常に成功を収めた。マスカーニの作風は、友人でライバルだったプッチーニとは大変に異なっている。おそらくそのために評論家筋からマスカーニ作品は過小評価されてきたのだろう。
ファシスト党政権が誕生すると、スカラ座監督の座を狙ってムッソリーニに接近。このため、第二次世界大戦でイタリアが降伏した後、全財産を没収され、ローマのホテルで寂しく生涯を閉じた。遺体はローマに葬られたが、1951年に故郷のリヴォルノに再埋葬され、それと共に名誉回復された。
マスカーニが残したいくつかの自作自演（『カヴァレリア・ルスティカーナ』、『友人フリッツ』など）は、現在もCDで入手することができるほど評価が高い。

## 主要作品

### オペラ
- ピノッタ Pinotta （作曲1880年、1932年3月23日サンレモ初演)
- グリエルモ・ラトクリフ Guglielmo Ratcliff （作曲1880年代中頃～1890年代初頭、1895年2月16日ミラノ初演）台本: [2]
- カヴァレリア・ルスティカーナ（田舎騎士道）Cavalleria Rusticana （1890年5月17日ローマ初演） 台本: [3][4] - 間奏曲が特に広く知られる。単独で演奏されることも多い。
- 友人フリッツ L'amico Fritz （1891年10月31日ローマ初演） 台本:[5]
- イリス Iris （1898年11月22日ローマ初演） 台本:[6]
- 仮面 Le Maschere （1901年1月17日ミラノ、トリノ、ジェノヴァ、ヴェネツィア、ヴェローナ、ローマで同時初演）